# Anthony Geslin
Anthony Geslin (nascido a 9 de junho de 1980) é um ex-ciclista profissional francês, nascido em Alençon.

## Biografia
Foi campeão do mundo júnior dois anos seguidos, em 1998 e 1999, na modalidade de contrarrelógio.
No ano 2002 estreia numa equipa amadora chamado Bonjour no que começou a se formar com vista ao futuro para dar o grande salto ao panorama profissional, o conseguindo assim no ano seguinte quando assinou um contrato com a equipa francesa Brioches La Boulangère, no que contínua baixo o nome do patrocinador Bouygues Télécom. A equipa encontra-se no circuto UCI ProTour, sendo assim uma equipa pro team.
Ganhador de várias corridas na França como a Paris-Camembert, a sua grande corrida, das que tem disputado até agora, foram os campeonatos do mundo em estrada de 2005, celebrados em Madrid (Espanha), onde finalizou terceiro, por trás do belga Tom Boonen e do espanhol Alejandro Valverde.
Em 22 de junho de 2015 anunciou a sua retirada do ciclismo ao final dessa temporada, depois de catorze temporadas como profissional e com 35 anos de idade.

## Palmarés
2003
- Critérium des Espoirs

2004
- Route Adélie de Vitré

2005
- 1 etapa do Circuito de Lorraine
- 3º no Campeonato Mundial em Estrada

2006
- Paris-Camembert

2007
- Troféu dos Escaladores

2008
- Tour de Doubs

2009
- Flecha Brabanzona

## Equipas
- Bonjour/Brioches/Bouygues Télécom (2002-2008)
  - Bonjour (2002)
  - Brioches La Boulangere (2003-2004)
  - Bouygues Télécom (2005-2008)
- FDJ (2009-2015)
  - Française des Jeux (2009)
  - FDJ (2010-2011)
  - FDJ-Big Mat (2012)
  - FDJ (2013-2015)

## Reconhecimentos
- 3º na Bicicleta de Ouro Francesa (2005)